# NGC 1462
NGC 1462 est une galaxie spirale située dans la constellation du Taureau. NGC 1462 a été découverte par l'astronome allemand Albert Marth en 1864.

## Caractéristiques
Sa vitesse par rapport au fond diffus cosmologique est de 8 108 ± 11 km/s, ce qui correspond à une distance de Hubble de 119,6 ± 8,4 Mpc (∼390 millions d'al).